# 선검기협전
선검기협전(중국어: 仙劍奇俠傳, The Legend of Sword and Fairy)은 야오좡셴이 제작하고 중화민국의 게임 기업 소프트스타 엔터테인먼트가 개발한, 9개의 중국 신화 주제의 어드벤처 롤플레잉 컴퓨터 게임들의 중국의 판타지 비디오 게임 시리즈/미디어 프랜차이즈이다. 게다가 주요 게임들에서 각색된 수많은 스핀오프 온라인 게임, 모바일 게임, 실사 텔레비전 시리즈, 웹 시리즈, 만화책, 소설, 연극들이 있으며 관련 팬 픽션, 아트북, 사운드트랙, 수집 가능한 상품들(예: 액션 피겨 및 봉제완구)도 존재한다.

## 타이틀
- 선검기협전 (비디오 게임)
- 선검기협전 2
- 선검기협전 3
- 선검기협전 3 외전·문정편
- 선검기협전 4
- 선검기협전 5
- 선검기협전 5 프리퀄
- 선검기협전 6
- 선검기협전 7